# NGC 5855
NGC 5855 é uma galáxia  localizada na direcção da constelação de Virgo. Possui uma declinação de +03° 59' 05" e uma ascensão recta de 15 horas, 07 minutos e 48,9 segundos.
A galáxia NGC 5855 foi descoberta em 30 de Maio de 1887 por Lewis A. Swift.